# Срібна трава сива
Срібна трава сива, булавоносець сіруватий (Corynephorus canescens) — вид рослин родини тонконогові (Poaceae), поширений у Європі й Марокко. Етимологія: лат. canescens — «сивуватий, сіруватий».

## Опис
Багаторічна рослина, яка росте в скупченнях або пучках. Стебла прямостійні або висхідні, 10–30(45) см завдовжки; 2–5 вузлів. Листові піхви шорсткуваті. Лігули 1.5–3.5 мм завдовжки, гострі. Листові пластини ниткоподібні, 2–6 см x 0.3–0.5 мм, жорсткі, сіро-зелені, поверхня шорсткувата.
Волоть стисла, 2–8 см завдовжки, сріблясто-сіра. Колоски дрібні, 2-квіткові. Колоскові луски довше квіткових, ланцетні, майже однакові, 3–4(5) мм завдовжки. Нижня квіткова луска яйцювата, (1.6)1.8–2.2 мм завдовжки, біля основи волосиста. Пиляків 3; 1.2–1.6 мм завдовжки.

## Поширення
Поширений у Європі (Австрія, Литва, Латвія, Естонія, Білорусь, Бельгія, Велика Британія, Данія, західноєвропейська Росія, Чехія, Словаччина, Франція, Німеччина, Угорщина, Італія [у т.ч. Сардинія], Іспанія, Нідерланди, Норвегія, Польща, Португалія, Румунія, Швеція, Україна) й Марокко.
В Україні зростає в розріджених борах і суборах, на узліссях і відкритих піщаних місцях, на занедбаних полях з піщанистим ґрунтом — в Поліссі та Розточсько-Опільських лісах, часто; в зах. ч. Лісостепу, рідко; відомий в ок. Кропивницького.

## Галерея

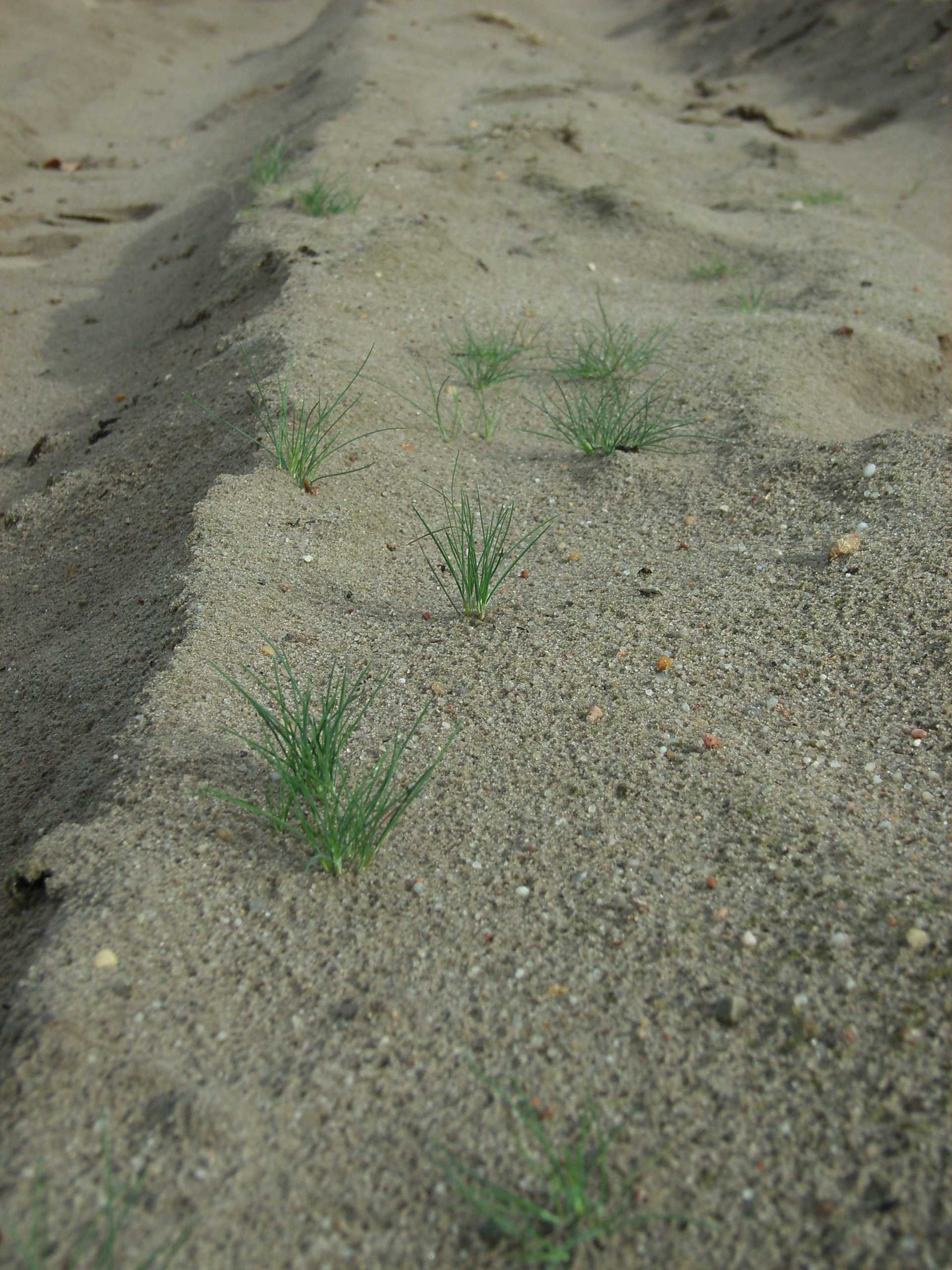
піонерське поселення піщаного шляху
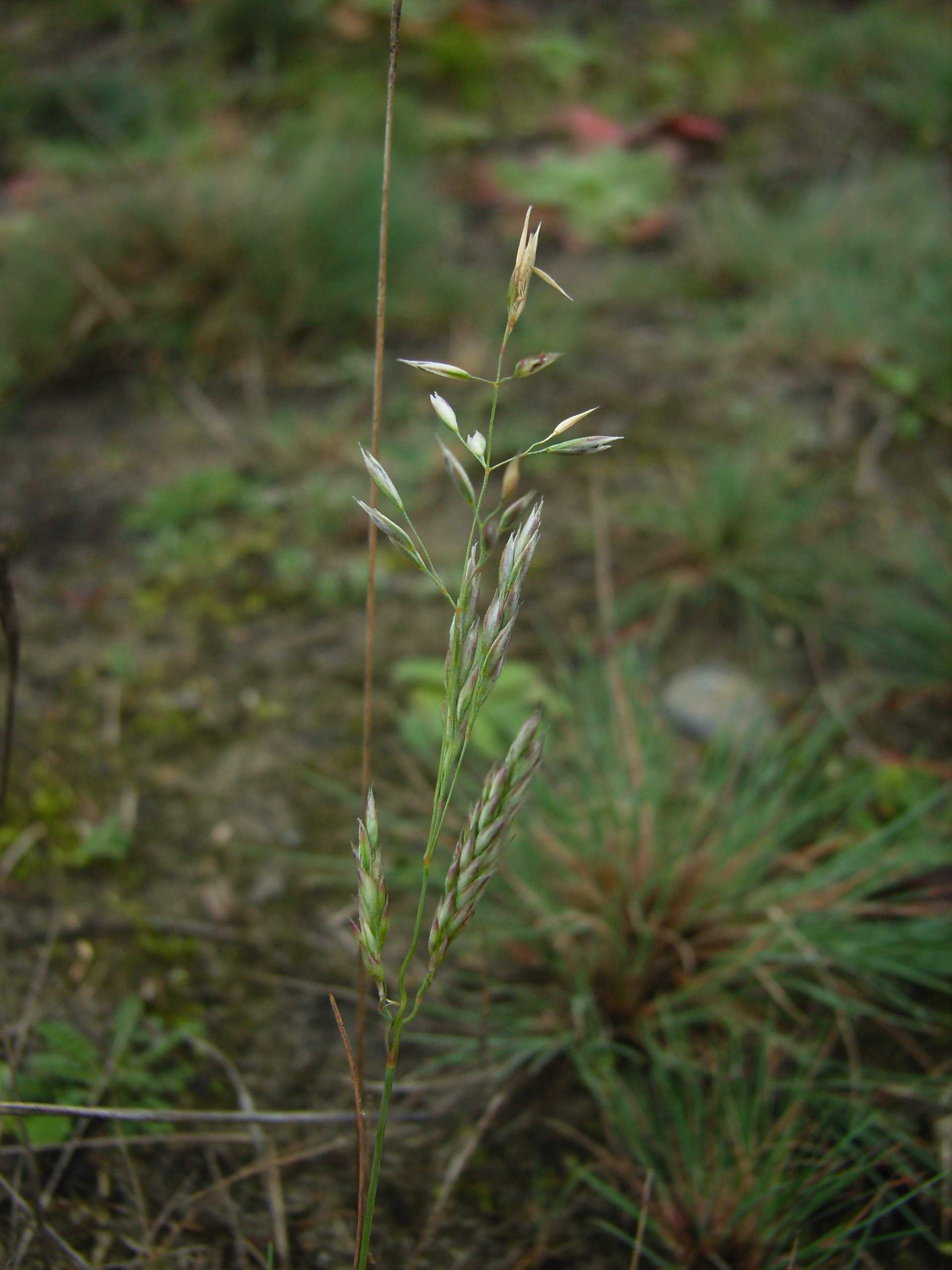
суцвіття
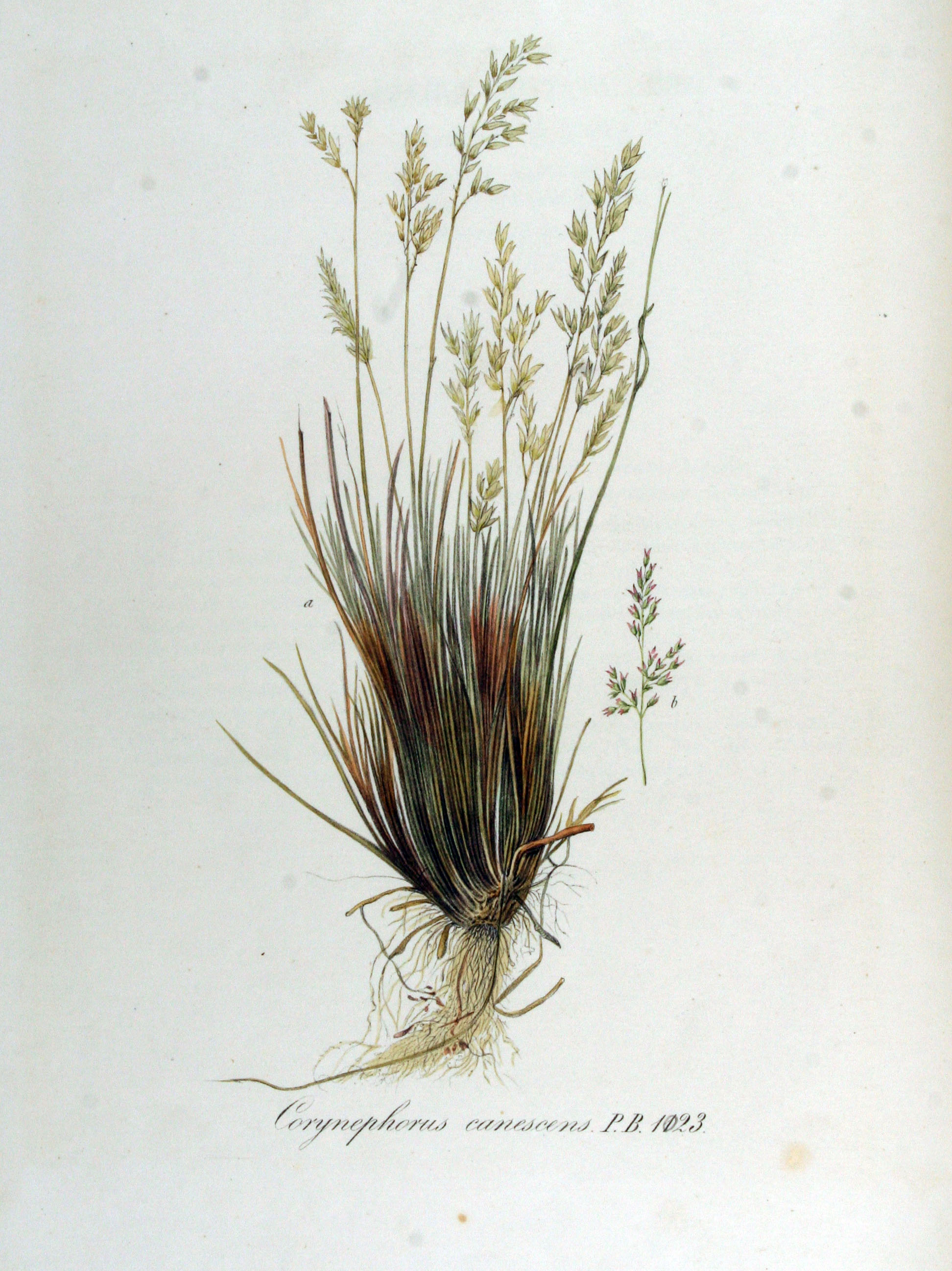
ілюстрація